# 10 (альбом Стаса Пьехи)
«10» — третий и единственный студийный альбом российского поп-певца Стаса Пьехи, выпущенный 5 октября 2013 года.

## История создания
Альбом «10» российского поп-певца Стаса Пьехи был издан в 2013 году. Как утверждает автор, он стал «подведением итогов» 10-летнего творчества, на что и отсылает название альбома. Стас Пьеха включил в него свои лучшие по его мнению песни. Это в том числе песни-победители премий «Золотой граммофон» и «Песня года».

## Восприятие
Музыкальный журналист Алексей Мажаев присудил альбому три звезды из пяти. Он высоко оценил его мелодичность и отсутствие огрехов в текстах, однако критику не хватило запоминающихся рефренов и раскрытия вокальных способностей Стаса Пьехи.

## Список композиций
В альбом вошло 10 новых композиций, а также бонус-трек «Зима» и три ремикса.
| №                   | Название                                        | Длительность |
| ------------------- | ----------------------------------------------- | ------------ |
| 1.                  | «Только с тобой»                                | 4:07         |
| 2.                  | «Я и ты» (feat. Слава)                          | 3:46         |
| 3.                  | «Я — лист»                                      | 3:17         |
| 4.                  | «На ладони линия»                               | 3:35         |
| 5.                  | «Мы расстались с тобой»                         | 3:48         |
| 6.                  | «Моя прекрасная леди»                           | 3:44         |
| 7.                  | «Зелёный омут»                                  | 3:17         |
| 8.                  | «Старая история»                                | 3:25         |
| 9.                  | «Девочка на шаре»                               | 3:13         |
| 10.                 | «Мы расстались с тобой» (DJ Kirill Clash Remix) | 3:48         |
| 11.                 | «Крылья»                                        | 4:25         |
| 12.                 | «Она не твоя» (Vengerov & Fedoroff Remix)       | 3:53         |
| 13.                 | «Зима» (feat. Андрей Кочнев)                    | 3:43         |
| 14.                 | «Зелёный омут» (ChinKong Production)            | 3:37         |
| Общая длительность: | Общая длительность:                             | 48:58        |